# Limenitis phliassa
Limenitis phliassa är en fjärilsart som beskrevs av Jean Baptiste Godart 1823. Limenitis phliassa ingår i släktet Limenitis och familjen praktfjärilar. Inga underarter finns listade i Catalogue of Life.